# ウプトニア
ウプトニア（学名：Uptonia）は、ポリモルフィテス亜科に属する、前期ジュラ紀に生息した絶滅したアンモナイトの属。
ウプトニアの殻は、外縁の腹面を横切るときに強いV字形を形成し丸い単純な肋を持つ縮閉形であり、結節はなかった。一部の種ではかなり大きく成長したものもいた。縫合線はアンモナイト質で複雑、大きな側葉がある。

## 概要
ウプトニアの化石は、アルゼンチン、カナダ（ブリティッシュコロンビア）、フランス、ドイツ、グリーンランド、ハンガリー、ロシア、スペイン、トルコ、イギリスで発見されている。